# Byans-sur-Doubs
Byans-sur-Doubs ist eine französische Gemeinde mit 619 Einwohnern (Stand: 1. Januar 2022) im Département Doubs in der Region Bourgogne-Franche-Comté. Sie gehört zum Arrondissement Besançon und ist Mitglied im Gemeindeverband Grand Besançon Métropole. Die Bewohner werden Byannais und Byannaises genannt.

## Geographie
Byans-sur-Doubs liegt auf 292 m, zwei Kilometer nordwestlich von Quingey und etwa 18 Kilometer südwestlich der Stadt Besançon (Luftlinie). Das Dorf erstreckt sich am westlichen Rand des Juras, südlich des Doubs in einer Mulde am Nordfuß des Höhenzuges Côte de Moini.
Die Fläche des 9,91 km² großen Gemeindegebiets umfasst einen Abschnitt des westlichen französischen Juras. Der Hauptteil des Gebietes wird von einem Plateau eingenommen, das auf durchschnittlich 270 m liegt. Es ist überwiegend von Acker- und Wiesland bestanden, zeigt aber auch einige größere Waldflächen. Entwässert wird das Gebiet durch den Dorfbach nach Norden zum Doubs. Eine rund 40 m hohe Geländestufe leitet im Norden zur breiten Talniederung des Doubs über. Entlang dem Fluss, der hier in einem großen Bogen nach Süden ausgreift, verläuft die nördliche Grenze. Nach Süden erstreckt sich der Gemeindeboden auf die bewaldeten westlichsten Ausläufer des Juras. Mit 522 m wird auf der Côte de Moini, einem Höhenzug zwischen den Tälern von Doubs und Loue, die höchste Erhebung von Byans-sur-Doubs erreicht.
Nachbargemeinden von Byans-sur-Doubs sind Osselle-Routelle und Abbans-Dessous im Norden, Abbans-Dessus im Osten, Quingey, Lombard und Liesle im Süden sowie Fourg und Villars-Saint-Georges im Westen.

## Geschichte

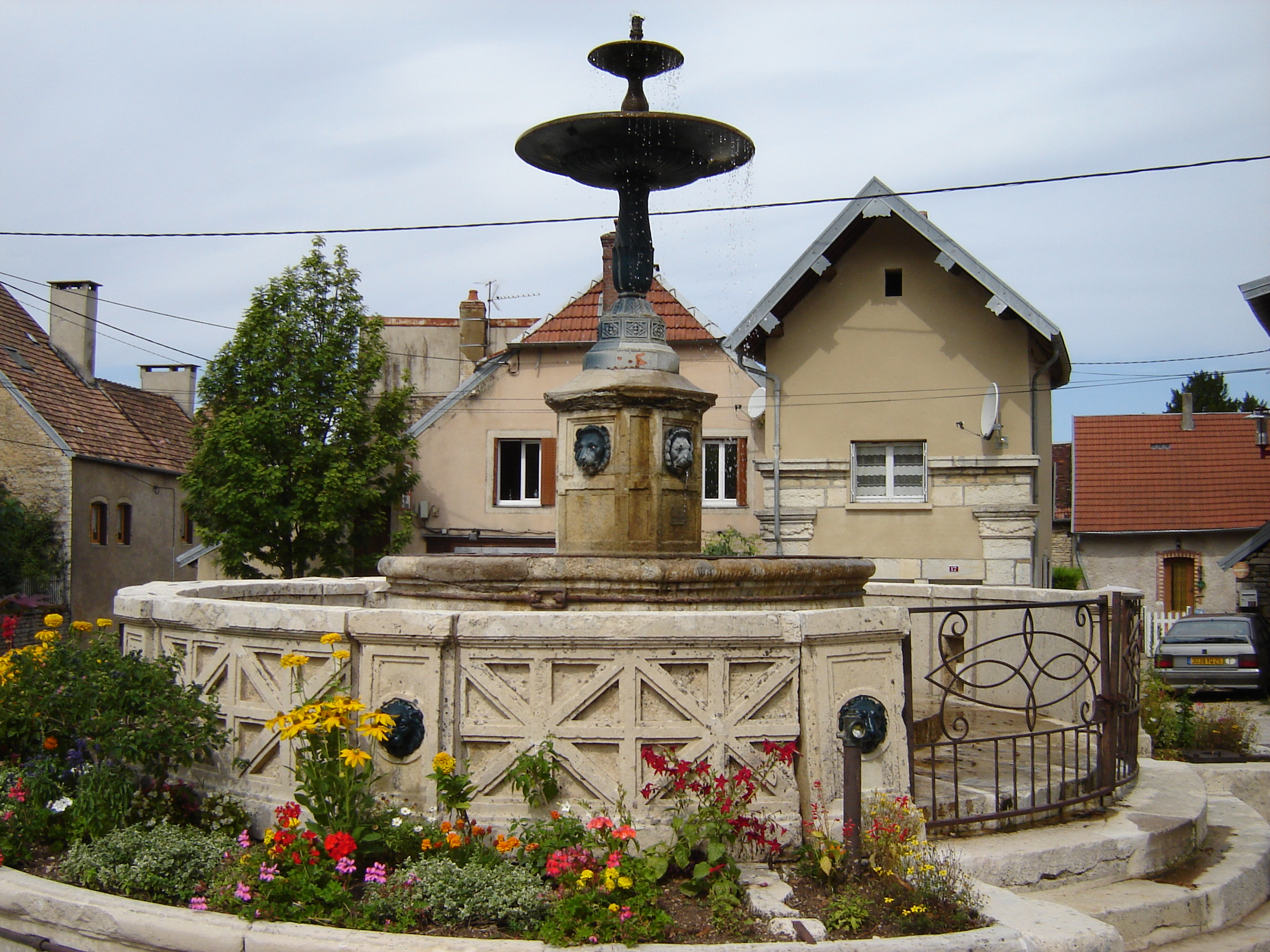
Brunnen

Im Mittelalter gehörte Byans zum Herrschaftsgebiet von Abbans-Dessus. Zusammen mit der Franche-Comté gelangte das Dorf mit dem Frieden von Nimwegen 1678 an Frankreich. Um eine Verwechslung mit der Gemeinde Bians-les-Usiers zu vermeiden, wurde Byans im Jahr 1922 offiziell in Byans-sur-Doubs umbenannt.

## Sehenswürdigkeiten
Die Dorfkirche Saint-Désiré wurde 1780 an der Stelle eines mittelalterlichen Gotteshauses erbaut, wobei der romanische Glockenturm (um 1200) miteinbezogen wurde. Das Château de Byans stammt aus dem 18. Jahrhundert.

## Bevölkerung
| Jahr                       | 1962 | 1968 | 1975 | 1982 | 1990 | 1999 | 2006 | 2016 |
| Einwohner                  | 391  | 451  | 447  | 433  | 549  | 560  | 583  | 543  |
| Quellen: Cassini und INSEE |      |      |      |      |      |      |      |      |

Mit 619 Einwohnern (1. Januar 2022) gehört Byans-sur-Doubs zu den kleinen Gemeinden des Départements Doubs. Nachdem die Einwohnerzahl in der ersten Hälfte des 20. Jahrhunderts markant abgenommen hatte (1886 wurden noch 606 Personen gezählt), wurde Ende des 20. Jahrhunderts wieder ein kontinuierliches Bevölkerungswachstum verzeichnet.

## Wirtschaft und Infrastruktur
Byans-sur-Doubs war bis weit ins 20. Jahrhundert hinein ein vorwiegend durch die Landwirtschaft (Ackerbau, Obstbau und Viehzucht) und die Forstwirtschaft geprägtes Dorf. Daneben gibt es heute einige Betriebe des lokalen Kleingewerbes. Mittlerweile hat sich das Dorf auch zu einer Wohngemeinde gewandelt. Viele Erwerbstätige sind Wegpendler, die in den größeren Ortschaften der Umgebung ihrer Arbeit nachgehen.
Die Ortschaft liegt abseits der größeren Durchgangsstraßen an einer Departementsstraße, die von Saint-Vit nach Quingey führt. Weitere Straßenverbindungen bestehen mit Boussières, Liesle, Fourg und Villars-Saint-Georges. Byans-sur-Doubs besitzt einen Bahnhof an der Eisenbahnstrecke von Besançon nach Mouchard.